# 卡迪山脈

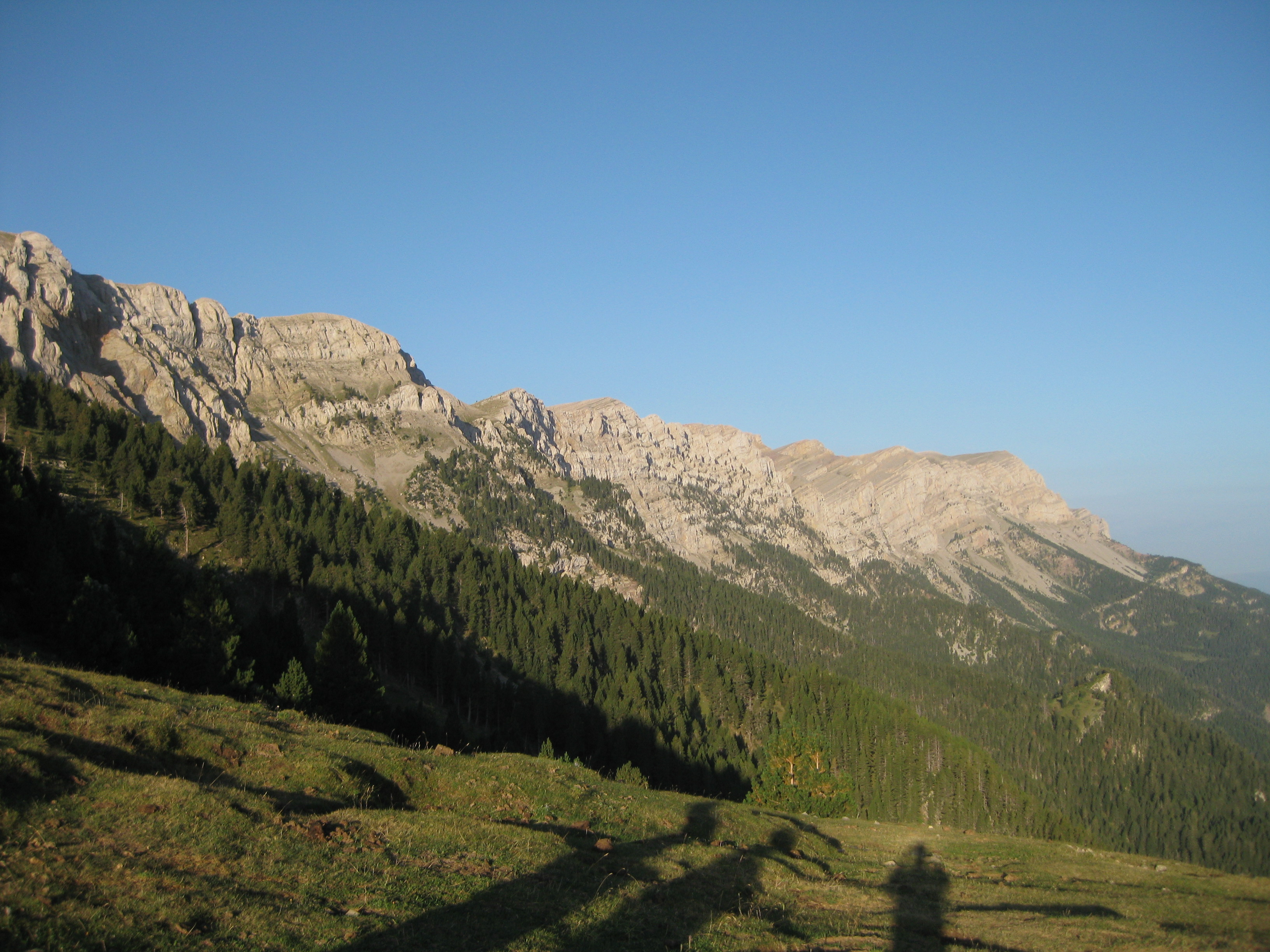

卡迪山脈是西班牙的山脈，位於加泰羅尼亞，長48公里、寬8公里，最高點海拔高度2,648米，由石灰岩組成的山體在侏羅紀時期形成，是略夫雷加特河的發源地。

## 外部連結
- Hiking in Cerdanya / Cerdagne （页面存档备份，存于）
- Serra del Cadi and Pedraforca Guide Map for Hikers by Geo Estel （页面存档备份，存于）